# カム・オン・トゥ・ミー
「カム・オン・トゥ・ミー」(Come On To Me)は、ポール・マッカートニーの楽曲である。2018年6月20日にキャピトル・レコードからのアルバム『エジプト・ステーション』からの第1弾シングルとして、「アイ・ドント・ノウ」との両A面シングルとして発売された。

## 概要
ポールは、本作について「口説きソング」とし、「1960年代の自分自身を想像した。パーティーに繰り出して気になる女の子を見つけて、『どうやってアプローチしようか』と考える自分をね。気になる女の子に出会った男が、女の子にアプローチしていることを想像しているという内容のファンタジー・ソングだ。」とコメントしている。
ベーシック・トラックはロサンゼルスにあるヘンソン・レコーディング・スタジオで録音され、追加のセッションはサセックスにあるHog Hill Millとアビー・ロード・スタジオで行なわれた。レコーディング・エンジニアは、グレッグ・カースティンとジュリアン・バーグ、アレックス・パスコ、スティーヴ・オーチャードが担当した。

## リリース
「カム・オン・トゥ・ミー」は、2018年6月20日に「アイ・ドント・ノウ」との両A面シングルとしてリリースされた。10月11日にレコード・ストア・デイの一環としてイクスクルーシブ・バージョンが発売されることが公式サイト上で発表された。
ヴァイナル盤は5000枚限定で生産され、2018年11月23日に全世界で発売された。

## ライブ演奏
ポールが本作を初めてライブ演奏したのは、2018年6月21日にCBSで放送された『レイト×2ショー with ジェームズ・コーデン』のコーナー「カープール・カラオケ」に出演した際の一環として、リバプールにあるフィルハーモニック・ダイニング・ルームでのギグだった。この時の模様は、シングル盤のリリースに合わせて6月17日に「When Corden Met McCartney (Live from Liverpool)」と題されて放送された。
ポールは、2018年中に行なわれたほとんどのシークレット・ギグで本作を演奏している。アルバム『エジプト・ステーション』発売前夜に『ザ・トゥナイト・ショー・スターリング・ジミー・ファロン』でジミー・ファロンとともに演奏・歌唱した。
「フレッシュン・アップ」ツアーのセットリストにも、本作が含まれている。

## パーソネル
- ポール・マッカートニー - リード・ボーカル、バッキング・ボーカル、アコースティック・ギター、キーボード、ベース、パーカッション、エレクトリック・ギター、ハーモニカ、アシスタント・プロデューサー[12]

外部ミュージシャン
- グレッグ・カースティン（英語版） - プロデューサー、エンジニア、編曲、エレクトリック・ギター、パーカッション、
- ポール・ウィッケンズ（英語版） - キーボード
- エイブ・ラボリエル・ジュニア（英語版） - ドラムス
- ラスティ・アンダーソン（英語版） - エレクトリック・ギター
- ブライアン・レイ（英語版） - エレクトリック・ギター、ベース
- ティム・ルー - チェロ
- グレッグ・フィリンゲインズ - ピアノ
- マッスル・ショールズ・リズム・セクション - ホーン・セクション
- スパイク・ステント（英語版） - ミキシング
- スティーブ・オーチャード、モーリシオ・チェルソーシモ、アル・シュミット（英語版）、ビリー・ブッシュ（英語版）、リッチ・リッチ、アレックス・パスコ - エンジニア